# Werner Peters
Werner Peters (Werlitzsch, 7 luglio 1918 – Wiesbaden, 30 marzo 1971) è stato un attore tedesco.

## Biografia
Attivo nel cinema tedesco per vent'anni, morì il 30 marzo 1971 per un attacco cardiaco.

## Filmografia parziale
- Rotation, regia di Wolfgang Staudte (1949)
- Der Untertan, regia di Wolfgang Staudte (1951)
- Ernst Thälmann - Sohn seiner Klasse, regia di Kurt Maetzig (1955)
- Ordine segreto del III Reich (Nachts, wenn der Teufel kam), regia di Robert Siodmak (1957)
- La ragazza Rosemarie (Das Mädchen Rosemarie), regia di Rolf Thiele (1958)
- L'angelo sporco (Schmutziger Engel), regia di Alfred Vohrer (1958)
- Due volte non si muore (Unruhige Nacht), regia di Falk Harnack (1958)
- La donna dell'altro (Jons und Erdme), regia di Victor Vicas (1959)
- I sicari di Hitler (Geheimaktion schwarze Kapelle), regia di Ralph Habib (1959)
- La gatta graffia (La chatte sort ses griffes), regia di Henri Decoin (1960)
- Il diabolico dottor Mabuse (Die 1000 Augen des Dr. Mabuse), regia di Fritz Lang (1960)
- Il falso traditore (The Counterfeit Traitor), regia di George Seaton (1962)
- La porta dalle 7 chiavi (Die Tür mit den 7 Schlössern), regia di Alfred Vohrer (1962)
- Ipnosi, regia di Eugenio Martín (1962)
- La vedova nera (Das Geheimnis der schwarzen Witwe), regia di Franz Josef Gottlieb (1963)
- Tre per una rapina, regia di Gianni Bongioanni (1964)
- La morte vestita di dollari (Einer Frisst den anderen), regia di Ray Nazarro (1964)
- I Gringos non perdonano (Die schwarzen Adler von Santa Fe), regia di Ernst Hofbauer (1965)
- Il giustiziere del Kurdistan (Durchs wilde Kurdistan), regia di Franz Josef Gottlieb (1965)
- La battaglia dei giganti (Battle of the Bulge), regia di Ken Annakin (1965)
- Le ultime 36 ore (36 Hours), regia di George Seaton (1965)
- Una splendida canaglia (A Fine Madness), regia di Irvin Kershner (1966)
- Il sigillo di Pechino (Die Hölle von Macao), regia di James Hill e Frank Winterstein (1967)
- Segreti che scottano (Geheimnisse in goldenen Nylons), regia di Christian-Jaque (1967)
- Guerra, amore e fuga (The Secret War of Harry Frigg), regia di Jack Smight (1968)
- La morte bussa due volte (Blonde Köder für den Mörder), regia di Harald Philipp (1969)
- L'uccello dalle piume di cristallo, regia di Dario Argento (1970)
- Il cigno dagli artigli di fuoco (Perrak), regia di Alfred Vohrer (1970)

## Doppiatori italiani
- Carlo Romano in Il diabolico dottor Mabuse, La battaglia dei giganti, Una splendida canaglia
- Roberto Del Giudice in Ordine segreto del III Reich